# Тетерук кавказький
Тетеру́к кавка́зький (Lyrurus mlokosiewiczi) — вид куроподібних птахів родини фазанових. Поширений у Кавказькому регіоні. Названий на честь польського натураліста Людвика Млокосевича.

## Поширення
Тетерук кавказький трапляється виключно на Кавказі. Центр його поширення знаходиться на Великому Кавказі. Зустрічається також на Малому Кавказі. Поширений у Північному Кавказі Росії, в Грузії (найбільша популяція), Вірменії, Азербайджані, на північному сході Туреччини та крайньому північному заході Ірану. Мешкає на субальпійських і альпійських луках із заростями рододендрону і ялівця, а також навесні та взимку на узліссях березового лісу, на висоті 1300—3000 м над рівнем моря.
Згідно з оцінками МСОП, загальна популяція виду становить близько 28 000—58 000 статевозрілих особин. Майже весь ареал виду знаходиться в Європі, де гніздова популяція оцінюється в 14 100—28 800 самців, зокрема в Росії 3500—6500 самців, Грузії 7500—15 800 самців, Туреччині 1400—2700 самців, Вірменії 200—330 самців, Азербайджані 1500—3500 самців. Крім того, на північному заході Ірану існує дуже невелика популяція, яка за останніми оцінками становить 100—200 особин.

## Опис
Самець більший за самицю, завдовжки 50–55 см порівняно з 37–42 см у самиці. Самець з повністю чорним оперенням, за винятком рудих брів, і довгим, роздвоєним хвостом. На відміну від самця тетерука євразійського, він майже німий, але під час залицяння видає тихий свист крилами. Самиця кавказького тетерука сіра з темними прожилками.